# Królowie życia (album Gangu Albanii)
Królowie życia – debiutancki album studyjny polskiego zespołu hip-hopowego Gang Albanii. Wydawnictwo ukazało się 24 kwietnia 2015 roku nakładem wytwórni muzycznej Step Records. Dwa dni przed premierą album został udostępniony bezpłatnie w formie digital stream na kanale YouTube Step Records. W ramach promocji do pochodzących z płyty piosenek „Kokainowy baron”, „Napad na bank”, „Albański raj”, „Klub Go Go”, „Dla prawdziwych dam”, „Blachary”, „Wyprawa do kasyna”, „Marihuana” i „Królowie życia” zostały zrealizowane teledyski.
W rankingu Sotrendera w marcu 2015 roku wideoklipy do utworów „Kokainowy baron” i „Napad na bank” były najczęściej wyświetlanymi polskimi materiałami w serwisie YouTube, wyprzedzając wideoblogera SA Wardęgę (wówczas, posiadacza największego polskiego kanału w serwisie).
Album zadebiutował na 1. miejscu polskiej listy przebojów – OLiS. Natomiast 1 marca 2017 roku płyta uzyskała w Polsce status diamentowej.

## Lista utworów
Opracowano na podstawie materiału źródłowego.
1. „Królowie życia” – 3:10
2. „Kokainowy baron” – 3:18
3. „Dla prawdziwych dam” – 3:16
4. „Klub Go Go” – 3:50
5. „Napad na bank” – 2:53
6. „Narkotykowy odlot” – 2:49
7. „Wyjazd do Sopotu” – 3:05
8. „Muzyka” – 2:58
9. „Albański raj” – 3:03
10. „Wyprawa do kasyna” – 3:24
11. „Blachary” – 3:05
12. „Marihuana” – 3:01
13. „Jedziemy do Dubaju” – 3:00

| CD 2 (edycja specjalna) |
| --- |
| 1. „Klub Go Go” – Reggae Mix 2. „Kokainowy baron” – Reggae Mix 3. „Jedziemy do Dubaju” – Reggae Mix 4. „Prawdziwe damy > Blachary” (wersja Borixon) – Reggae Mix 5. „Napad na bank” – Reggae Mix 6. „Narkotykowy odlot” – Reggae Mix 7. „Wyjazd do Sopotu” – Reggae Mix 8. „Prawdziwe Damy > Blachary” (wersja Popek) – Reggae Mix 9. „Albański raj” – Reggae Mix 10. „Królowie życia” – Reggae Mix 11. „Muzyka” – Reggae Mix 12. „Marihuana” – Reggae Mix 13. „Wyprawa do kasyna” – Reggae Mix |

## Certyfikat
| Kraj          | Certyfikat | Sprzedaż |
| ------------- | ---------- | -------- |
| Polska (ZPAV) | diament    | 150 000+ |